# EG-Nummer
Stoffe des EG-Stoff-Inventars haben EG-Nummern. EG-Nummern sind eine wichtige Ordnungskategorie des Europäischen Chemikalienrechts (REACH-Verordnung). EG-Nummern haben 7 Ziffern und folgende Syntax: XXX-XXX-X.
Die EG-Nummer ist ein Schlüssel-Identifikator eines Stoffs in der IUCLID-Software, die unter anderem dazu verwendet wird, Registrierungsdossiers bei der Europäischen Chemikalienagentur (ECHA) einzureichen.
Aus dem Fakt, dass ein Stoff eine EG-Nummer hat, kann nicht geschlossen werden, dass es sich um einen Gefahrstoff handelt.
Die EG-Nummer ist nicht identisch mit der Indexnummer der EU.

## Inventare
Das EG-Stoff-Inventar umfasst folgende Teilinventare:
- Altstoff-Verzeichnis der EU, European Inventory of Existing Commercial Chemical Substances, EINECS. Der Stoff-Identifikator dieses Verzeichnisses wird EINECS-Nummer genannt. Die EINECS-Nummern beginnen mit 200-001-8 (Formaldehyd) und enden bei 310-312-1.[1] Dieses Unterverzeichnis hat 100.102 Einträge.[2]
- Das alte Neustoff-Verzeichnis der EU, European List of Notified Chemical Substances (ELINCS). Der Stoff-Identifikator dieses Verzeichnisses wird ELINCS-Nummer genannt. ELINCS-Nummern beginnen mit 400-010-9 (Handelsname: „indosol yellow SF-2RL“). Dieses Unterverzeichnis hat über 4000 Einträge.
- Die No-Longer-Polymers-Liste oder NLP-Liste. Der Stoff-Identifikator dieses Verzeichnisses wird NLP-Nummer genannt. NLP-Nummern beginnen mit 500-001-0 („2-methylpropene, trimers“). Dieses Unterverzeichnis hat über 700 Einträge.

## Listennummern
Nach Ablauf der Vorregistrierungsperiode der REACH-Verordnung, hat die Europäische Chemikalienagentur (ECHA) weitere Identifikatoren in EG-Nummer-Format eingeführt:
- Nummern des Typs 6xx-xxx-x wurden und werden automatisch für Stoffe vergeben, die ohne EG-Nummer (im Rahmen der Vorregistrierung gemäß REACH-Verordnung) vorregistriert wurden, für die aber eine CAS-Nummer mitgeteilt wurde,
- Nummern des Typs 7xx-xxx-x wurden und werden für Non-Phase-in-Stoffe („Neustoff“) vergeben, für die bei der ECHA eine Erkundigung gemäß REACH-Artikel 26 eingereicht wurde,
- Nummern des Typs 8xx-xxx-x wurden und werden automatisch für Stoffe vergeben, die ohne EG-Nummer (im Rahmen der Vorregistrierung gemäß REACH-Verordnung) vorregistriert wurden, für die aber eine CAS-Nummer mitgeteilt wurde (Weiterführung der 6xx-xxx-x-Serie),
- Nummern des Typs 9xx-xxx-x wurden und werden automatisch für Stoffe vergeben, die ohne EG- und CAS-Nummer vorregistriert wurden. Solche Nummer werden von der ECHA auch für Non-Phase-in-Stoffe vergeben, die keine CAS-Nummer haben.

Diese Identifikatoren („List Numbers“) sind trotz des gleichen Formats rechtlich den eigentlichen EG-Nummern nicht gleichgestellt. Sie sind nicht im Amtsblatt der EU veröffentlicht und sind zunächst einmal ein technisches Hilfsmittel zur Verwaltung von Stoffen, die keine eigentliche EG-Nummer haben.
Da Listennummern mit dem gegenwärtigen Format bald aufgebraucht sein werden, wird die ECHA im Verlauf des Jahres 2025 alphanumerische Listennummern einführen.